# Adeonellopsis portmarina
Adeonellopsis portmarina is een mosdiertjessoort uit de familie van de Adeonidae. De wetenschappelijke naam van de soort is voor het eerst geldig gepubliceerd in 1913 door Maplestone.